# Myrsine kwangsiensis
Myrsine kwangsiensis är en viveväxtart som först beskrevs av Egbert Hamilton Walker, och fick sitt nu gällande namn av Pipoly och C. Chen. Myrsine kwangsiensis ingår i släktet Myrsine och familjen viveväxter. Inga underarter finns listade i Catalogue of Life.